# Центральноєвропейський час
| синій       | Західноєвропейський час (WET, GMT) (UTC+0) Західноєвропейський літній час (WEST, BST, IST) (UTC+1) |
| фіолетовий  | Західноєвропейський час (WET, GMT) (UTC+0)                                                         |
| червоний    | Центральноєвропейський час (CET) (UTC+1) Центральноєвропейський літній час (CEST) (UTC+2)          |
| жовтий      | Східноєвропейський час (EET) / Калінінградський час (UTC+2)                                        |
| буро-жовтий | Східноєвропейський час (EET) (UTC+2) Східноєвропейський літній час (EEST)(UTC+3)                   |
| зелений     | Далекосхідноєвропейський час (FET)/Московський час (MSK) (UTC+3)                                   |

Центральноєвропе́йський час (англ. Central European Time, CET) — одна з назв часового поясу UTC+1. Цим часом користуються багато країн Європи та Північної Африки. Більшість із них користуються також центральноєвропейським літнім часом (CEST) UTC+2 як місцевим літнім часом.

## Географія
Цілий рік за центральноєвропейським часом живуть лише Алжир і Туніс.
Країни й території, що використовують центральноєвропейський час узимку між 1:00 UTC останньої неділі жовтня й 1:00 UTC останньої неділі березня:
| - Албанія - Андорра - Австрія - Бельгія - Боснія і Герцеговина - Ватикан - Гібралтар - Данія - Іспанія (за винятком Канарських островів) - Італія - Ліхтенштейн - Люксембург - Північна Македонія - Мальта - Монако | - Нідерланди - Німеччина - Норвегія - Польща - Сан-Марино - Сербія - Словаччина - Словенія - Угорщина - Франція - Хорватія - Чорногорія - Чехія - Швейцарія - Швеція |

## Центральноєвропейський літній час
Центральноєвропейський літній час — назва літнього часу, що використовується країнами та територіями у зоні центральноєвропейського часу. Він дорівнює UTC+2. У широкому розумінні включає всі такі випадки, у будь-який рік і за будь-яким графіком. У вужчому розумінні — є ціла спільнота держав, де час синхронізований повністю, тобто перехід на літній і з літнього часу відбувається одночасно — о другій годині ночі за центральноєвропейським часом.

## Синоніми
Через наявність великої кількості держав у цьому поясі зустрічаються й інші позначення:
- MET (англ. Middle European Time, середньоєвропейський час) (не плутати із MET=англ. Middle Eastern Time)
- «Берлінський час»
- MEZ (нім. Mitteleuropäische Zeit)